# Hadassah (Vorname)
Hadassah oder Hadassa (hebräisch: הֲדַסָּה) ist ein weiblicher Vorname.

## Herkunft und Bedeutung
Der Name stammt vom hebräischen הֲדַס (hadas) ab und Myrtenbaum. Im Alten Testament ist dies der hebräische Name von Königin Esther.
Varianten sind Hadas und Hadasa (hebräisch) sowie Hode und Hodel (jiddisch).

## Bekannte Namensträgerinnen
- Hadassah Emmerich (* 1974), niederländische Malerin